# Biserica reformată-calvină din Tiocu de Sus

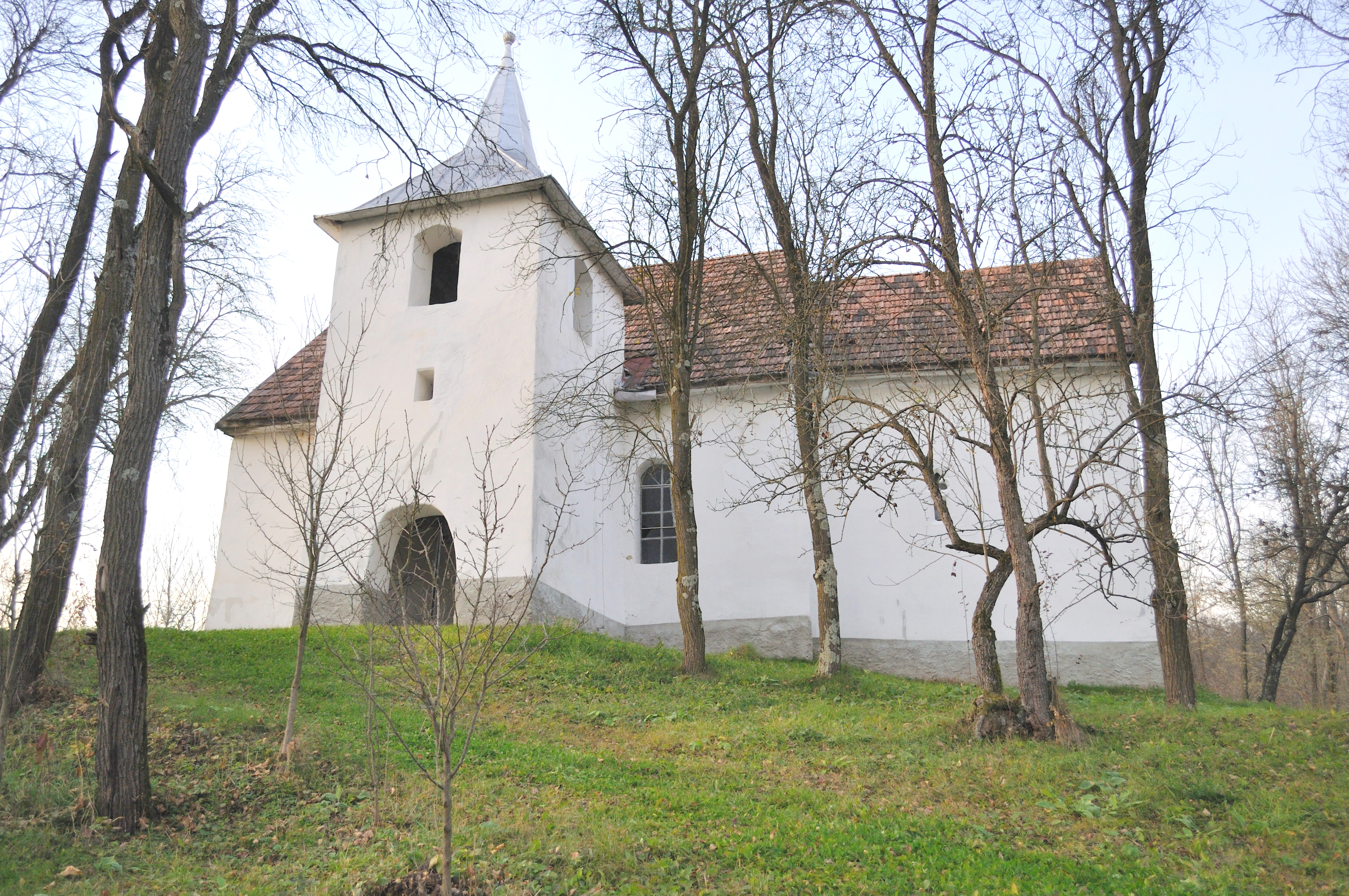
Biserica reformată din Tiocu de Sus, comuna Cornești, județul Cluj, foto: octombrie 2010.

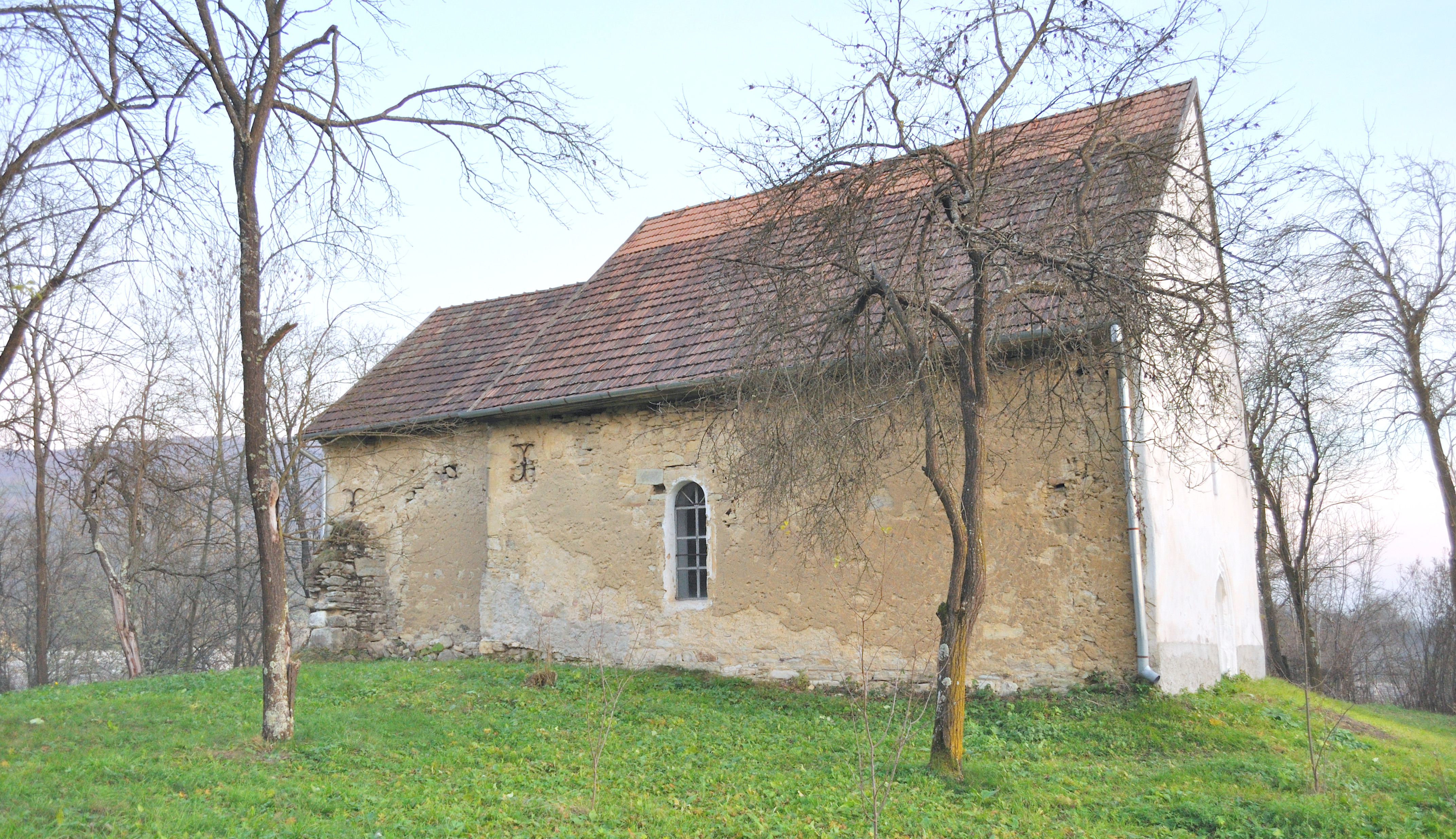
Biserica reformată din Tiocu de Sus, comuna Cornești, județul Cluj, foto: octombrie 2010.

Biserica Reformată-Calvină din Tiocu de Sus, comuna Cornești, județul Cluj, a fost construită între sec. XIII-XV. Este monument istoric, cod LMI CJ-II-m-B-07783.

## Localitatea
Tiocu de Sus (în maghiară Felsötök) este un sat în comuna Cornești din județul Cluj, Transilvania, România. Prima atestare documentară a satului Tiocu de Sus datează din anul 1280.

## Biserica
Construită pe un deal, biserica inițial catolică, cu hramul „Beate Mariae Virginis”, se mândrește cu valoroase detalii romanice. În forma sa inițială, a fost construită probabil în a doua jumătate a secolului al XIII-lea. Cheia de boltă a sanctuarului prezintă chipul lui Hristos. Fereastra de sud a sanctuarului este gotică timpurie. Nava a primit tavanul actual în 1869 și a fost renovată în 1907.

## Imagini din exterior

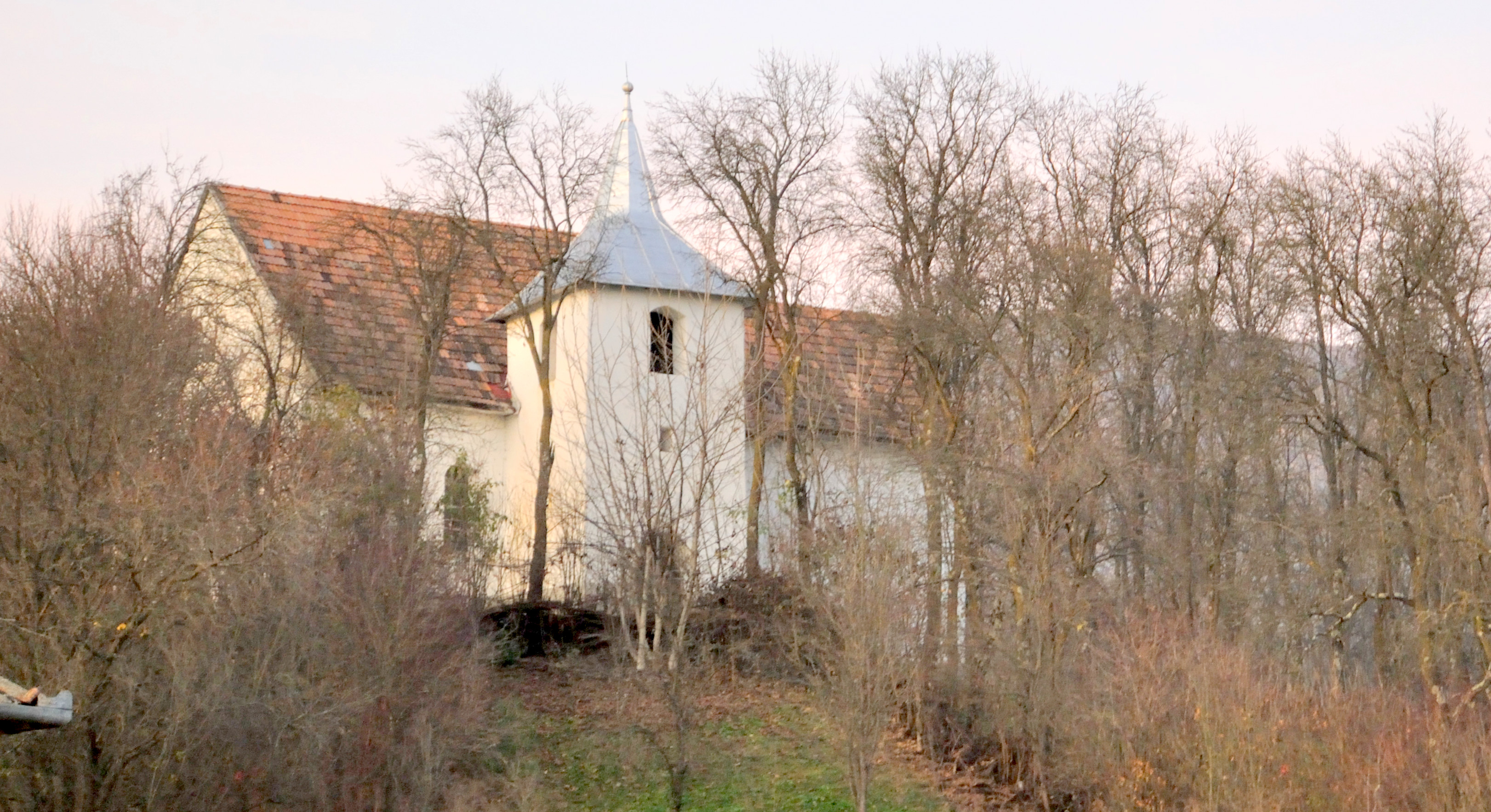
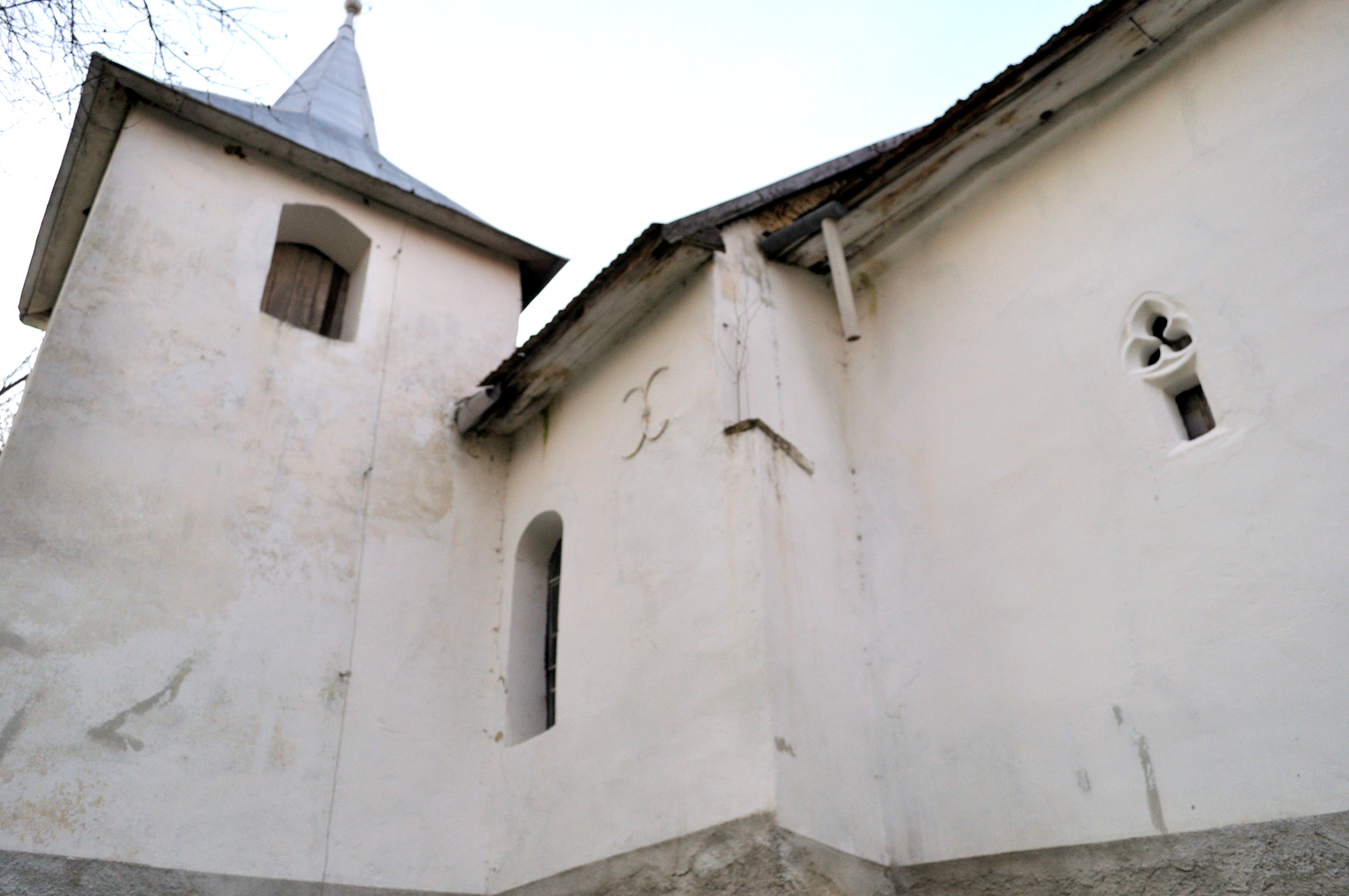
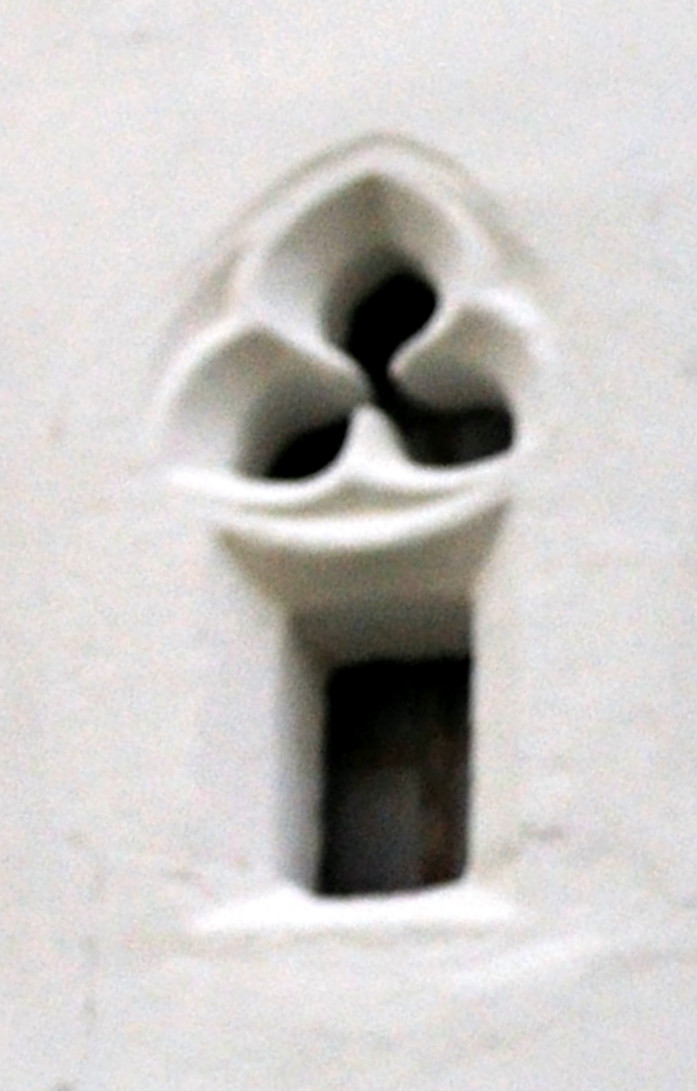
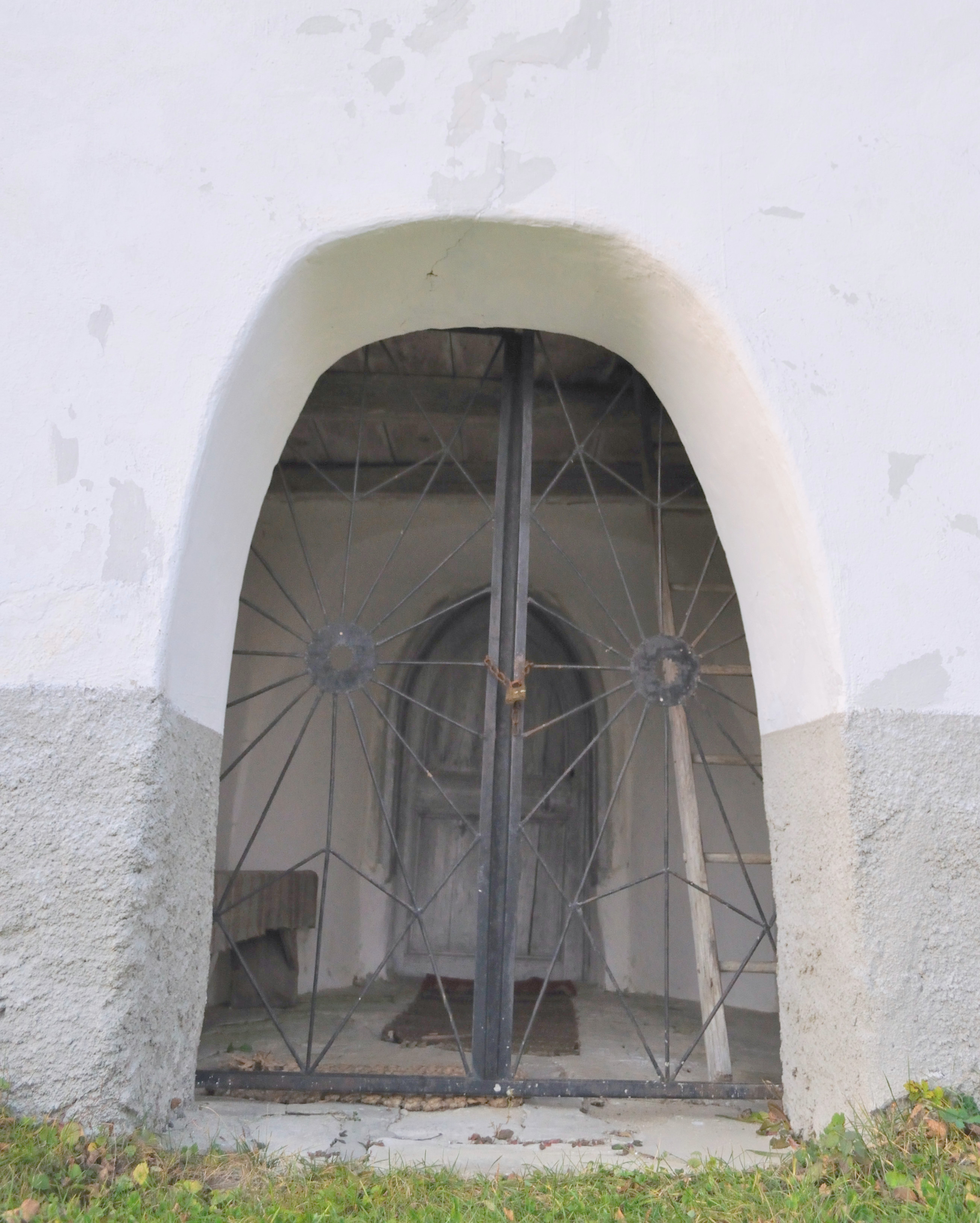
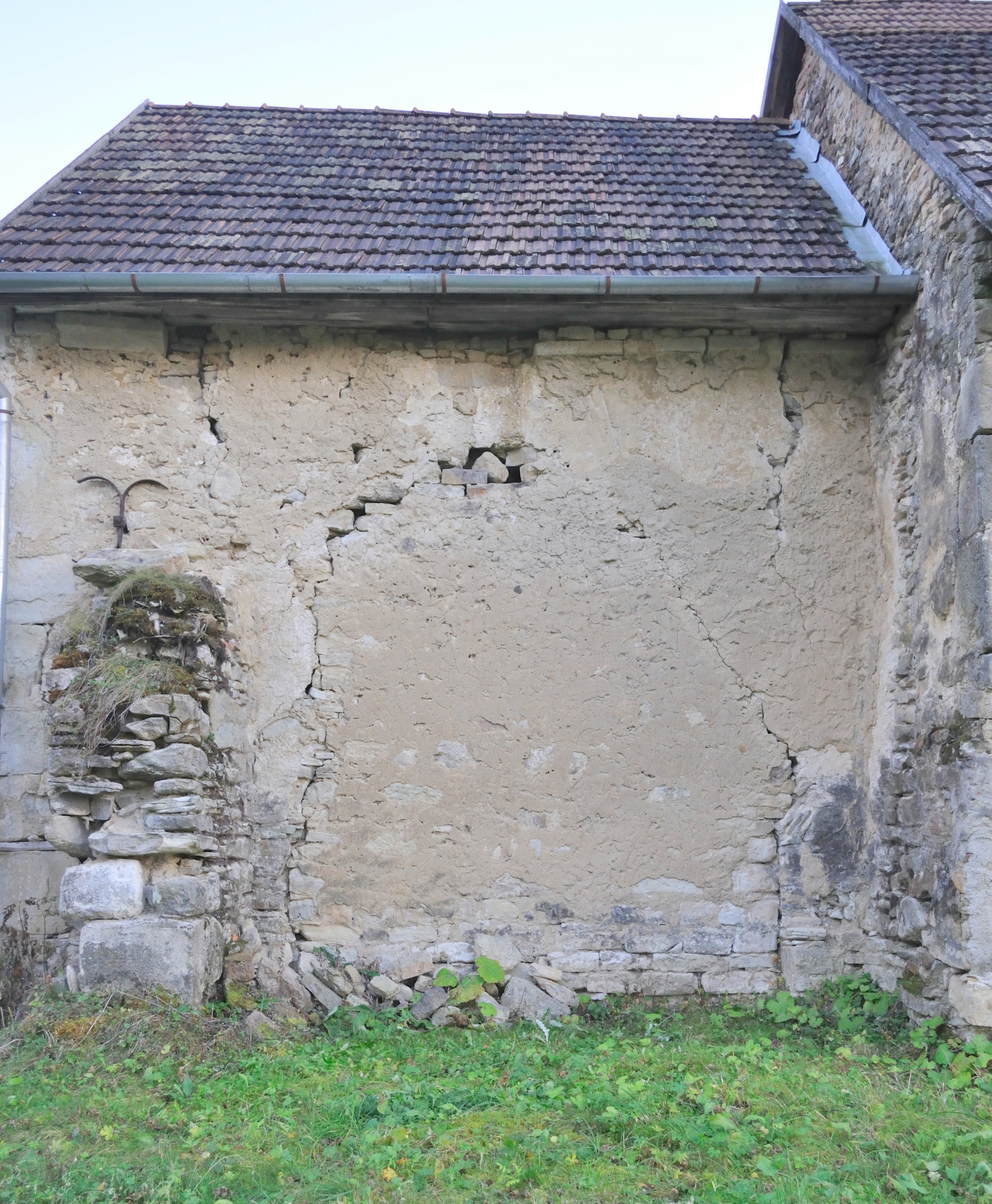
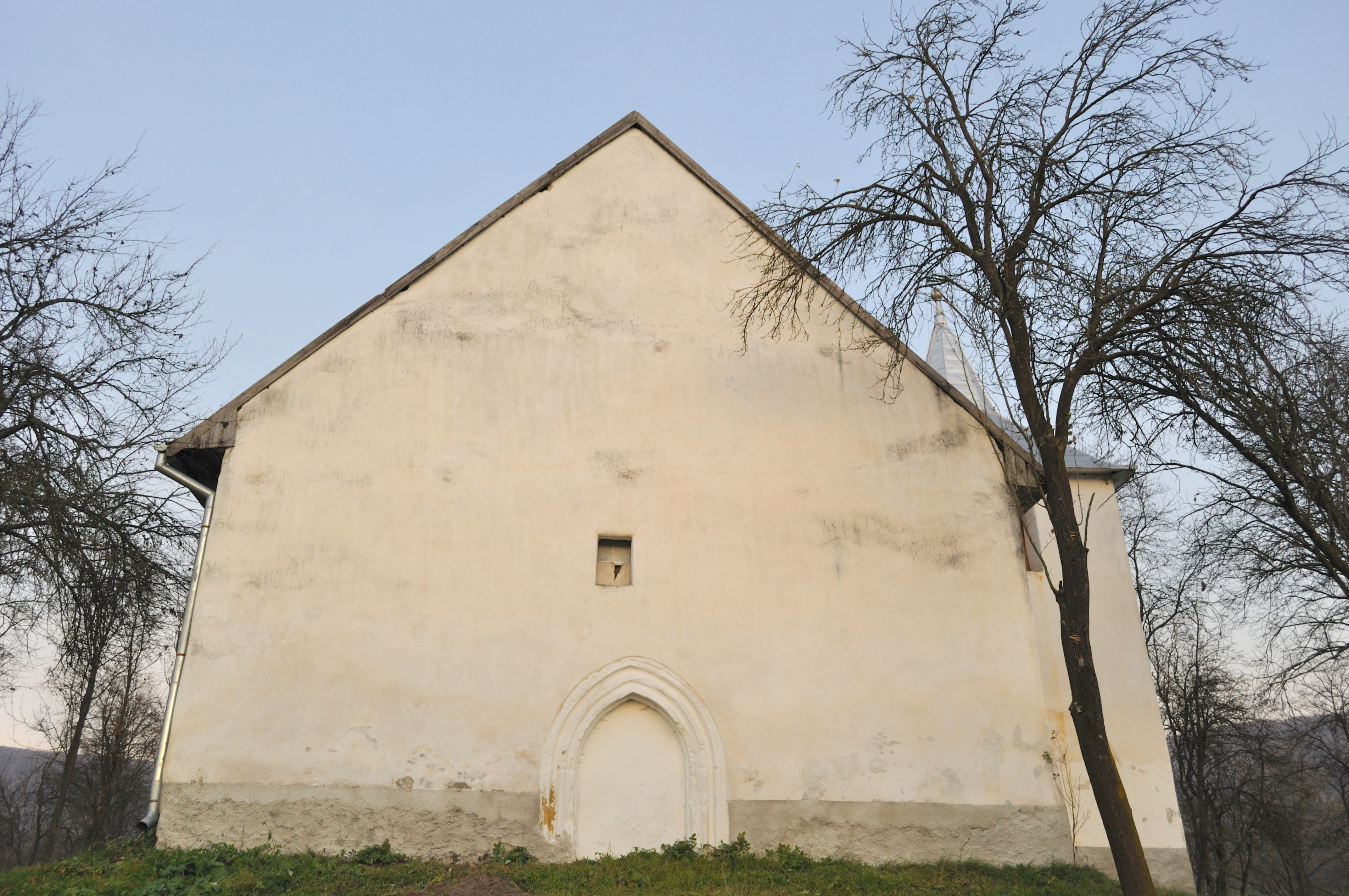